# Lesotho az olimpiai játékokon
Lesotho 1972-ben vett részt első alkalommal az olimpiai játékokon, és azóta minden nyári sportünnepre küldött sportolókat, kivéve a következő olimpiádot, mikor 1976-ban csatlakozott a többi afrikai ország közös bojkottjához. Lesotho sosem szerepelt még a téli olimpiai játékokon.
Lesotho egyetlen olimpikonja sem szerzett még érmet.
A Lesothói Nemzeti Olimpiai Bizottságot 1971-ben alapították, és a NOB 1972-ben vette fel tagjai közé.